# Праяградж

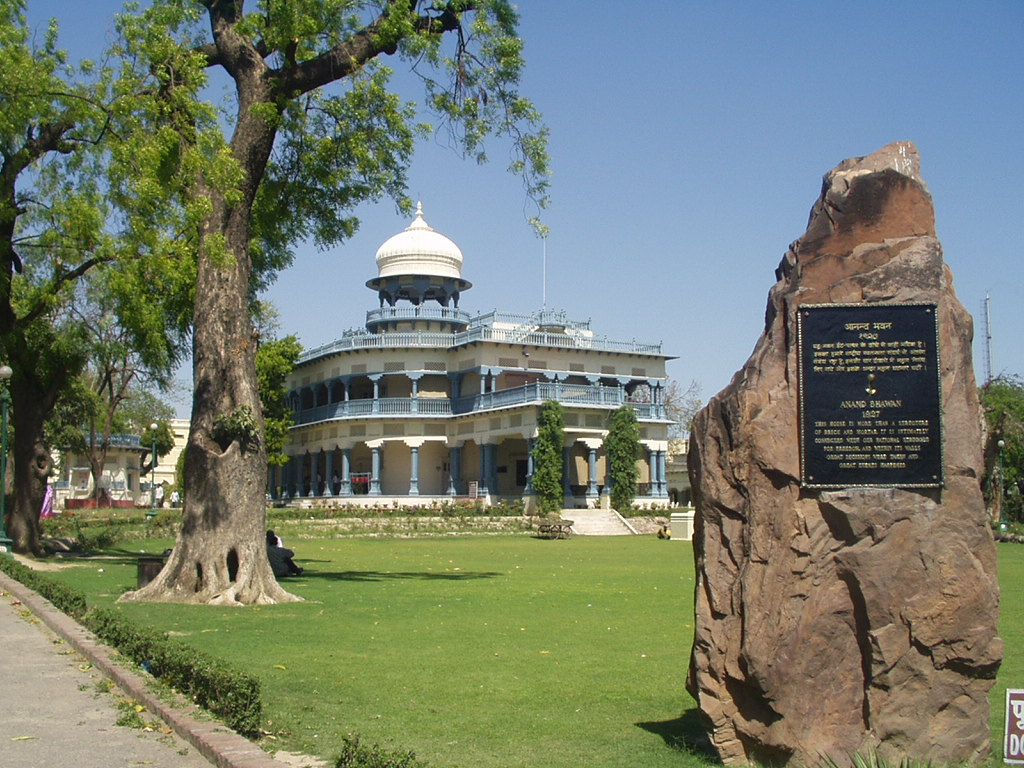
Ананд Бгаван, дім родини Неру, сьогодні музей

Праяградж (гінді प्रयागराज, урду پریاگراج, Prayāgrāj), або Праяґ (гінді प्रयाग), у 1583-2018 — Алла́хабад (гінді इलाहाबाद, урду الہ آباد,  Ilāhābād) — місто в північноіндійському штаті Уттар-Прадеш, адміністративний центр округу Праяградж, Індія.

## Географія
Місце розташоване біля злиття річок Ганга і Ямуна (а за легендою і ведичною Сарасваті, так званого Трівені-Санґам, через що воно багато разів згадувалося у класичній санскритській літературі та зараз вважається індусами священним. За легендою, Брахма приніс тут першу жертву після створення світу.
У місті розташоване велике число урядових організацій, зокрема Аллахабадський високий суд, Комісія публічної служби штату Уттар-Прадеш, офіс Північно-центральних залізниць, регіональний офіс Центральної ради середньої освіти, Рада вищої та проміжної освіти штату Уттар-Прадеш.

## Економіка
Місто є важливим залізничним вузлом та значним торговим центром. Тут діють підприємства харчової, скляної, текстильної промисловості.

## Культура
Місто є одною з чотирьох ділянок, де проводиться найбагатолюдніший у світі фестиваль Кумбга Мела («фестиваль глеків»).
Також у місті діє Аллахабадський університет, авіашкола. Тут розташовані численні пам'ятники мусульманської та індуїстської архітектури.

## Відомі люди
З містом пов'язане життя 7 з 14 прем'єр-міністрів Індії. Тут народилися, навчалися або займалися політикою Джавахарлал Неру, Лал Багадур Шастрі, Індіра Ганді, Раджив Ганді, Ґулзарілал Нанда, Вішванат Пратап Сінґх і Чандра Шекхар Сінґх.
У місті народився:
- Акбар Хусейн Аллахабаді (1846—1921) — індійський поет.